# Brésil aux Jeux olympiques d'été de 2008
Le Brésil a participé aux Jeux olympiques d'été de 2008 à Pékin.

## Liste des médaillés brésiliens

### Médailles d'or
| Sport              | Discipline           | Sportifs         | Performance                          |
| Médailles d'or : 3 |                      |                  |                                      |
| Natation           | 50 m nage libre (H)  | César Cielo      | 21 s 30 (RO)                         |
| Athlétisme         | Saut en longueur (F) | Maurren Maggi    | 7,04 m                               |
| Volley-ball        | Femmes               | Équipe du Brésil | 3-1 (face à l'Équipe des États-Unis) |

### Médailles d'argent
| Sport                  | Discipline | Sportifs                           | Performance                          |
| Médailles d'argent : 4 |            |                                    |                                      |
| Voile                  | Star       | Robert Scheidt Bruno Prada         |                                      |
| Volley-ball            | Hommes     | Équipe du Brésil                   | 1-3 (face à l'Équipe des États-Unis) |
| Beach-volley           | Hommes     | Marcio Araujo Fabio Luiz Magalhães |                                      |
| Football               | Femmes     | Équipe du Brésil                   | 0-1 (face à l'Équipe des États-Unis) |

### Médailles de bronze
| Sport                    | Discipline           | Sportifs                                                                      | Performance                       |
| Médailles de bronze : 10 |                      |                                                                               |                                   |
| Judo                     | Moins de 73 kg (H)   | Leandro Guilheiro                                                             |                                   |
| Judo                     | Moins de 57 kg (F)   | Ketleyn Quadros                                                               |                                   |
| Judo                     | Moins de 81 kg (H)   | Tiago Camilo                                                                  |                                   |
| Natation                 | 100 m nage libre (H) | César Cielo                                                                   | 47 s 67                           |
| Voile                    | 470 (F)              | Fernanda Oliveira Isabel Swan                                                 |                                   |
| Beach-volley             | Hommes               | Ricardo Santos Emanuel Rego                                                   |                                   |
| Taekwondo                | Plus de 67 kg (F)    | Natália Falavigna                                                             |                                   |
| Football                 | Hommes               | Équipe du Brésil                                                              | 3-0 (face à l'Équipe de Belgique) |
| Athlétisme               | Relais 4 × 100 m (F) | Rosemar Mario Neto Lucimar Aparecida de Moura Thaissa Presti Rosângela Santos | 43 s 14                           |
| Athlétisme               | Relais 4 × 100 m (H) | Vicente de Lima Sandro Viana Bruno de Barros José Carlos Moreira              | 38 s 24                           |

## Athlètes engagés

### Tir à l'arc
Hommes
- Luiz Trainini
  - qualifiés grâce à une troisième place lors du tournoi de qualification Pan American, disputé à San Salvador, El Salvador, en octobre 2007.

### Athlétisme
Hommes
- 20 km marche
  - José Alessandro Bagio
- 50 km marche
  - Mário José dos Santos Júnior
- 100 m
  - Sandro Viana
  - Vicente de Lima
  - José Carlos Gomes Moreira
- 200 m
  - Sandro Viana
  - Bruno Lins Tenório
- 400 m
  - Fernando Pereira de Almeida
- 800 m
  - Fabiano Peçanha
  - Kléberson Davide
- 1 500 m 
  - Hudson de Souza
- 110 m haies
  - Anselmo Gomes da Silva
- 400 m haies
  - Mahau Camargo Suguimati
- Saut en hauteur
  - Jessé Farias de Lima
- Saut en longueur
  - Mauro Vinícius Silva
- Marathon
  - Franck de Almeida
  - José Teles de Souza
  - Marílson Gomes dos Santos
- Saut à la perche
  - Fábio Gomes da Silva
- Triple saut
  - Jadel Gregório
  - Jefferson Sabino
- Décathlon
  - Carlos Eduardo Bezerra Chinin

Femmes
- 100 m 
  - Lucimar de Moura
- 200 m
  - Evelyn Carolina dos Santos
- 400 m 
  - Maria Laura Almirão
- 100 m haies
  - Maíla Machado
- 400 m haies
  - Lucimar Teodoro
- 20 km marche
  - Tânia Spindler
- Heptathlon
  - Lucimara Silvestre
- Lancer de disque
  - Elisângela Adriano
- Lancer de javelot
  - Alessandra Nobre Resende
- Saut en longueur
  - Maurren Maggi
  - Keila Costa
- Marathon
  - Marily dos Santos
- Saut à la perche
  - Fabiana Murer
- Steeple
  - Zenaide Vieira
- Triple saut
  - Gisele Lima

#### Hommes
| Épreuve               | Athlète                   | Séries      | Séries | Quarts de finale | Quarts de finale | Demi-finales | Demi-finales | Finale       | Finale             |
| Épreuve               | Athlète                   | Résultat    | Rang   | Résultat         | Rang             | Résultat     | Rang         | Résultat     | Rang               |
| --------------------- | ------------------------- | ----------- | ------ | ---------------- | ---------------- | ------------ | ------------ | ------------ | ------------------ |
| 100 mètres            | Sandro Viana              | 10.60       | 6e     | -                | -                | -            | -            | -            | -                  |
| 100 mètres            | Vicente de Lima           | 10.26       | 3e Q   | 10.31            | 7e               | -            | -            | -            | -                  |
| 100 mètres            | José Carlos Moreira       | 10.29       | 3e Q   | 10.32            | 6e               | -            | -            | -            | -                  |
| 200 mètres            | Bruno de Barros           | 21.15       | 5e     | -                | -                | -            | -            | -            | -                  |
| 200 mètres            | Sandro Viana              | 20.84       | 4e Q   | 21.07            | 7e               | -            | -            | -            | -                  |
| 400 mètres            | Fernando De Almeida       | 46.60       | 5e     | -                | -                | -            | -            | -            | -                  |
| 800 mètres            | Kléberson Davide          | 1 min 48.53 | 5e     | -                | -                | -            | -            | -            | -                  |
| 800 mètres            | Fabiano Peçanha           | 1min 46.54  | 4e Q   | NC               | NC               | 1min 47.07   | 8e           | -            | -                  |
| 1 500 mètres          | Hudson de Souza           | 3 min 37.06 | 7e     | -                | -                | -            | -            | -            | -                  |
| 110 mètres haies      | Anselmo da Silva          | 13.81       | 4e Q   | 13.84            | 7e               | -            | -            | -            | -                  |
| 400 mètres haies      | Mahau Sugimachi           | 49.45       | 3e Q   | NC               | NC               | 50.16        | 7e           | -            | -                  |
| Relais 4 × 100 mètres | Vicente Lenílson de Lima  | 39.01       | 4e Q   | NC               | NC               | NC           | NC           | 38.24        | Médaille de bronze |
| Relais 4 × 100 mètres | Sandro Viana              | 39.01       | 4e Q   | NC               | NC               | NC           | NC           | 38.24        | Médaille de bronze |
| Relais 4 × 100 mètres | Bruno de Barros           | 39.01       | 4e Q   | NC               | NC               | NC           | NC           | 38.24        | Médaille de bronze |
| Relais 4 × 100 mètres | José Carlos Moreira       | 39.01       | 4e Q   | NC               | NC               | NC           | NC           | 38.24        | Médaille de bronze |
| 20 km marche          | José Alessandro Bagio     | NC          | NC     | NC               | NC               | NC           | NC           | 1h 21 min 43 | 14e                |
| 50 km marche          | Mario José Dos Santos Jr. | NC          | NC     | NC               | NC               | NC           | NC           | 4h 10 min 35 | 41e                |
| Saut en longueur      | Mauro Vinícius da Silva   | 7,75m       | 14e    | -                | -                | -            | -            | -            | -                  |
| Triple saut           | Jefferson Sabino          | 16,45m      | 15e    | -                | -                | -            | -            | -            | -                  |
| Triple saut           | Jadel Gregório            | 17,15m      | 6e Q   | NC               | NC               | NC           | NC           | 17,20m       | 6e                 |
| Saut en hauteur       | Jessé de Lima             | 2,29m       | 1er Q  | NC               | NC               | NC           | NC           | 2,20m        | 10e                |
| Saut à la perche      | Fabio Gomes da Silva      | 5,45m       | 13e    | -                | -                | -            | -            | -            | -                  |
| Décathlon             | Carlos Eduardo Chinin     | NC          | NC     | NC               | NC               | NC           | NC           | Abandon      | /                  |

#### Femmes
| Épreuve               | Athlète                    | Séries      | Séries | Quarts de finale | Quarts de finale | Demi-finales | Demi-finales | Finale       | Finale             |
| Épreuve               | Athlète                    | Résultat    | Rang   | Résultat         | Rang             | Résultat     | Rang         | Résultat     | Rang               |
| --------------------- | -------------------------- | ----------- | ------ | ---------------- | ---------------- | ------------ | ------------ | ------------ | ------------------ |
| 100 mètres            | Lucimar de Moura           | 11.60       | 4e Q   | 11.67            | 8e               | -            | -            | -            | -                  |
| 200 mètres            | Evelyn dos Santos          | 23.43       | 5e Q   | 23.35            | 6e               | -            | -            | -            | -                  |
| 400 mètres            | Maria Laura Almirão        | 53.26       | 5e     | -                | -                | -            | -            | -            | -                  |
| Marathon              | Marily dos Santos          | NC          | NC     | NC               | NC               | NC           | NC           | 2h 38 min 10 | 51e                |
| 100 mètres haies      | Maila Machado              | 13.45       | 7e     | -                | -                | -            | -            | -            | -                  |
| 400 mètres haies      | Lucimar Teodoro            | 57.68       | 6e     | -                | -                | -            | -            | -            | -                  |
| 3 000 mètres steeple  | Zenaide Vieira             | Ab.         | /      | -                | -                | -            | -            | -            | -                  |
| Relais 4 × 100 mètres | Rosemar Coelho Neto        | 43.38       | 3e Q   | NC               | NC               | NC           | NC           | 43.14        | Médaille de bronze |
| Relais 4 × 100 mètres | Lucimar Aparecida de Moura | 43.38       | 3e Q   | NC               | NC               | NC           | NC           | 43.14        | Médaille de bronze |
| Relais 4 × 100 mètres | Thaíssa Presti             | 43.38       | 3e Q   | NC               | NC               | NC           | NC           | 43.14        | Médaille de bronze |
| Relais 4 × 100 mètres | Rosângela Santos           | 43.38       | 3e Q   | NC               | NC               | NC           | NC           | 43.14        | Médaille de bronze |
| Relais 4 × 400 mètres | Maria Laura Almirão        | 3 min 30.10 | 6e     | -                | -                | -            | -            | -            | -                  |
| Relais 4 × 400 mètres | Josiane Tito               | 3 min 30.10 | 6e     | -                | -                | -            | -            | -            | -                  |
| Relais 4 × 400 mètres | Emily Pinheiro             | 3 min 30.10 | 6e     | -                | -                | -            | -            | -            | -                  |
| Relais 4 × 400 mètres | Lucimar Teodoro            | 3 min 30.10 | 6e     | -                | -                | -            | -            | -            | -                  |
| 20 km marche          | Regina Tania Spindler      | NC          | NC     | NC               | NC               | NC           | NC           | 1h 36 min 46 | 36e                |
| Saut en longueur      | Maurren Maggi              | 6,79m       | 1er Q  | NC               | NC               | NC           | NC           | 7,04m        | Médaille d'or      |
| Saut en longueur      | Keila Costa                | 6,62m       | 3e Q   | NC               | NC               | NC           | NC           | 6,43m        | 10e                |
| Triple saut           | Gisele De Oliveira         | 13,81m      | 11e    | -                | -                | -            | -            | -            | -                  |
| Saut à la perche      | Fabiana Murer              | 4,50m       | 1er Q  | NC               | NC               | NC           | NC           | 4,45m        | 10e                |
| Lancer du disque      | Elisângela Adriano         | 58,84m      | 11e    | -                | -                | -            | -            | -            | -                  |
| Lancer du javelot     | Alessandra Resende         | 56,53m      | 15e    | -                | -                | -            | -            | -            | -                  |
| Heptathlon            | Lucimara da Silva          | NC          | NC     | NC               | NC               | NC           | NC           | 6076pts      | 17e                |

### Aviron
| Hommes - Skiff : Anderson Nocetti - Deux de couple poids légers : Thiago Gomes - Thiago Almeida | Femmes - Skiff : Fabiana Beltrame - Deux de couple poids légers : Camila Carvalho -Luciana Granato |

| Athlète(s)       | Compétition                 | Série         | Série | Quart de finale | Quart de finale | Demi-finale   | Demi-finale | Finale                 | Finale |
| Athlète(s)       | Compétition                 | Temps         | Rang  | Temps           | Rang            | Temps         | Rang        | Temps                  | Rang   |
| ---------------- | --------------------------- | ------------- | ----- | --------------- | --------------- | ------------- | ----------- | ---------------------- | ------ |
| Anderson Nocetti | Skiff                       | 7 min 35 s 52 | 2e    | 7 min 23 s 68   | 5e              | 7 min 18 s 78 | 3e          | Finale C 7 min 01 s 54 | 2e     |
| Thiago Gomes     | Deux de couple poids légers | 6 min 30 s 78 | 5e    | 6 min 51 s 99   | 4e              | -             | -           | -                      | -      |
| Thiago Almeida   | Deux de couple poids légers | 6 min 30 s 78 | 5e    | 6 min 51 s 99   | 4e              | -             | -           | -                      | -      |

### Basketball
L'équipe masculine a été éliminé lors du Tournoi préolympique de basket-ball 2008 qui s'est déroulé en Grèce en juillet 2008.
L'équipe féminine s'est qualifiée lors du Tournoi préolympique de basket-ball 2008 qui s'est déroulé en Espagne en juin 2008.
| Femmes - Érika de Souza - Jucimara Dantas (Mamá) - Kelly Santos - Graziane Coelho - Soeli Garvão Zakrzeski (Êga) - Franciele Nascimento - Fernanda Beling - Patrícia Ferreira (Chuca) - Micaela Jacintho - Karen Gustavo - Karla Costa - Adriana Moisés (Adrianinha) - Cláudia das Neves (Claudinha) |

### Boxe
- Paulo Carvalho (-48 kg)
- Robenilson Vieira (-51 kg)
- Robson Conceiçao (-57 kg)
- Éverton Lopes (-60 kg)
- Myke Carvalho (-64 kg)
- Washington Silva (-81 kg)

| Athlète           | Catégorie                  | 16e de finale            | 8e de finale          | Quart de finale        | Demi-finale         | Finale              |
| Athlète           | Catégorie                  | Adversaire Résultat      | Adversaire Résultat   | Adversaire Résultat    | Adversaire Résultat | Adversaire Résultat |
| ----------------- | -------------------------- | ------------------------ | --------------------- | ---------------------- | ------------------- | ------------------- |
| Paulo Carvalho    | Poids mi-mouches (-48kg)   | Bouchtouk Victoire 13-7  | Plange Victoire 21-12 | Hernandez Défaite 6-21 | -                   | -                   |
| Robenilson Vieira | Poids mouches (-51Kg)      | Rathnayake Victoire 13-3 | Yusunov Défaite 6-12  | -                      | -                   | -                   |
| Robson Conceição  | Poids plumes (-57Kg)       | Yang Défaite 4-12        | -                     | -                      | -                   | -                   |
| Éverton Lopes     | Poids légers (-60Kg)       | Talasbayev Défaite 7-9   | -                     | -                      | -                   | -                   |
| Myke Carvalho     | Poids super-légers (-64Kg) | Colin Défaite 11-15      | -                     | -                      | -                   | -                   |
| Washington Silva  | Poids mi-lourds (-81Kg)    | Augustama Victoire 6-2   | Bastie Victoire 9-7   | Egan Défaite 0-8       | -                   | -                   |

### Canoë

#### En ligne
| Athlète        | Compétition | Éliminatoires  | Éliminatoires | Demi-finales   | Demi-finales | Finale A | Finale A |
| Athlète        | Compétition | Temps          | Rang          | Temps          | Rang         | Temps    | Rang     |
| -------------- | ----------- | -------------- | ------------- | -------------- | ------------ | -------- | -------- |
| Nivalter Jesus | C1 500m     | 1 min 51 s 363 | 6e            | 1 min 56 s 139 | 7e           | -        | -        |
| Nivalter Jesus | C1 1000m    | 4 min 17 s 407 | 6e            | 4 min 12 s 556 | 7e           | -        | -        |

### Cyclisme

#### Route
| Hommes - Luciano Pagliarini (route) - Murilo Fischer (route et contre la montre) | Femmes - Clemilda Fernandes |

| Athlète            | Compétition     | Temps         | Rang |
| ------------------ | --------------- | ------------- | ---- |
| Murilo Fischer     | Course en ligne | 6 h 26 min 17 | 19e  |
| Luciano Pagliarini | Course en ligne | 7 h 08 min 27 | 89e  |

#### VTT
| Hommes - Rubens Donizete | Femmes - Jaqueline Mourão |

qualifiés grâce au classement UCI par nation
| Athlète          | Compétition              | Temps           | Rang |
| ---------------- | ------------------------ | --------------- | ---- |
| Rubens Valeriano | Cross-country VTT hommes | 2 h 05 min 19 s | 21e  |

### Escrime
| Hommes - sabre - Renzo Agresta * - épée - João Antonio de Albuquerque Souza ** |

*Qualifié en tant que deuxième meilleur sabreur des amériques au classement mondial
**Qualifié lors du tournoi de qualification des Amériques

### Football

#### Équipe masculine
Le brésil est dans le groupe C avec la Belgique, la Nouvelle-Zélande et la Chine.
Les joueurs qui ont plus de 23 ans sont marqués d'une étoile. (maximum 3).
| #          | Nom            | Club              | Âge      | Joués    | But(s)   | CJ       | CJ/R     | CR       |
| Gardiens   | Gardiens       | Gardiens          | Gardiens | Gardiens | Gardiens | Gardiens | Gardiens | Gardiens |
| ---------- | -------------- | ----------------- | -------- | -------- | -------- | -------- | -------- | -------- |
| 1          | Diego          | UD Almería        | 23       | 0        | 0        | 0        | 0        | 0        |
| 12         | Renan          | Internacional     | 23       | 0        | 0        | 0        | 0        | 0        |
| Défenseurs |                |                   |          |          |          |          |          |          |
| 2          | Rafinha        | Schalke 04        | 22       | 0        | 0        | 0        | 0        | 0        |
| 3          | Breno          | Bayern Munich     | 18       | 0        | 0        | 0        | 0        | 0        |
| 4          | Thiago Silva*  | Fluminense        | 23       | 0        | 0        | 0        | 0        | 0        |
| 6          | Marcelo        | Real Madrid       | 20       | 0        | 0        | 0        | 0        | 0        |
| 13         | Ilsinho        | Shakhtar Donetsk  | 22       | 0        | 0        | 0        | 0        | 0        |
| 14         | Alex Silva     | São Paulo         | 23       | 0        | 0        | 0        | 0        | 0        |
| Milieux    |                |                   |          |          |          |          |          |          |
| 5          | Lucas          | Liverpool         | 21       | 0        | 0        | 0        | 0        | 0        |
| 7          | Diego          | Werder Brême      | 23       | 0        | 0        | 0        | 0        | 0        |
| 8          | Anderson       | Manchester United | 20       | 0        | 0        | 0        | 0        | 0        |
| 10         | Ronaldinho*    | Milan AC          | 28       | 0        | 0        | 0        | 0        | 0        |
| 11         | Thiago Neves   | Fluminense        | 23       | 0        | 0        | 0        | 0        | 0        |
| 15         | Hernanes       | São Paulo         | 23       | 0        | 0        | 0        | 0        | 0        |
| 16         | Ramires        | Cruzeiro          | 21       | 0        | 0        | 0        | 0        | 0        |
| Attaquants |                |                   |          |          |          |          |          |          |
| 9          | Alexandre Pato | Milan AC          | 18       | 0        | 0        | 0        | 0        | 0        |
| 17         | Jô             | Manchester City   | 21       | 0        | 0        | 0        | 0        | 0        |
| 18         | Rafael Sóbis   | Real Betis        | 23       | 0        | 0        | 0        | 0        | 0        |
| Entraîneur |                |                   |          |          |          |          |          |          |
|            | Dunga          |                   | 44       |          |          |          |          |          |

### Handball
les équipes masculine et féminine se sont qualifiées en remportant lors des Jeux panaméricains
| Hommes | Femmes |

### Judo
| Hommes - Denílson Lourenço (-60 kg) * - João Derly (-66 kg) ** - Leandro Guilheiro (-73 kg) * - Tiago Camilo (-81 kg) ** - Eduardo Santos (-90 kg) * - Luciano Correa (-100 kg) ** - João Gabriel Schlittler (+100 kg) ** | Femmes - Sarah Menezes (-48 kg) * - Danielli Yuri (-52 kg) * - Érika Miranda (-57 kg) ** - Ketleyn Quadros (-63 kg)* - Mayra Aguiar (-70 kg) * - Edinanci Silva (-78 kg) * |

* Qualifié aux championnats Pan Amériques.
**Qualifié aux championnats du monde de judo 2007.

### Lutte
| Femmes - 72 kg libre : Rosângela Conceição |

### Sports aquatiques

#### Natation
| Hommes - 100 m nage libre: - César Cielo - 200 m nage libre: - Thiago Pereira qualifié aux championnats du monde de natation 2007 - Rodrigo Castro - 100 m dos - Thiago Pereira Qualifié aux Jeux Panaméricains 2007 - Guilherme Guido Qualifié aux championnats sud-américains 2008 - 200 m dos - Thiago Pereira - Lucas Salatta - 100 m brasse - Henrique Barbosa Qualifié aux Jeux Panaméricains 2007 - Felipe França Silva - 200 m brasse - Thiago Pereira - Qualifié aux Jeux Panaméricains 2007 - 100 m papillon - Kaio Márcio - Gabriel Mangabeira Qualifié aux Jeux Panaméricains 2007 - 200 m papillon - Kaio Márcio - 200 m 4 nages - Thiago Pereira - 400 m 4 nages - Thiago Pereira | Femmes - 50 m nage libre: - Flávia Delaroli Qualifié aux Jeux Panaméricains 2007 - 100 m nage libre: - Fabiola Molina - Qualifié aux championnats sud-américains 2008 - 100 m papillon - Daynara de Paula - Gabriella Silva - 400 m 4 nages - Joanna Maranhão |

#### Nage en eau libre
| Hommes - 10 km - Allan do Carmo | Femmes - 10 km - Ana Marcela Cunha - Poliana Okimoto |

#### Natation synchronisée
L'équipe s'est qualifiée lors du tournoi préolympqiue de Pékin
| Femmes - duo - Lara Teixeira - Nayara Figueira |

#### Plongeon
| Hommes - 3 m : - César Castro - 10 m : - Cassius Duran - Hugo Parisi | Femmes - 10 m : - Juliana Veloso |

### Pentathlon Moderne
| - Yane Marques |

Qualifiée aux Jeux Panaméricains 2007.

### Taekwondo
| NOC    | Hommes | Hommes | Hommes | Hommes | Femmes | Femmes | Femmes | Femmes | Total |
| NOC    | -58 kg | -68 kg | -80 kg | +80 kg | -49 kg | -57 kg | -67 kg | +67 kg | Total |
| ------ | ------ | ------ | ------ | ------ | ------ | ------ | ------ | ------ | ----- |
| Brésil | X      |        |        |        |        | X      |        | X      | 3     |

Hommes
- -58 kg
  - Márcio Wenceslau

Femmes
- -57 kg
  - Débora Nunes
- +67 kg
  - Natália Falavigna

### Tennis
| Nation | Hommes  | Hommes  | Femmes  | Femmes  | Total |
| Nation | Simples | Doubles | Simples | Doubles | Total |
| ------ | ------- | ------- | ------- | ------- | ----- |
| Brésil | 2       | 2(2)    |         |         | 4     |

Simple messieurs
- Marcos Daniel
- Thomaz Bellucci

Double messieurs
- André Sá / Marcelo Melo

### Triathlon
Hommes
- Juraci Moreira
- Reinaldo Colucci

Femmes
- Mariana Ohata

### Volleyball

#### Beach Volleyball
Femmes
- Ana Paula Connelly / Larissa França
- Talita Antunes / Renata Ribeiro

Hommes
- Emanuel Rego / Ricardo Santos
- Marcio Araujo / Fabio Luiz Magalhães